# 凯莎·戈弗斯
凯莎·戈弗斯（英語：Keesja Gofers，1990年3月16日—），澳大利亚女子水球运动员，2013年世界游泳锦标赛女子水球银牌得主、2019年世界游泳锦标赛女子水球铜牌得主、2024年夏季奥林匹克运动会女子银牌得主。